# ジョゼップ・ガヤ
ジョゼップ・アントニ・ガヤ・マルティネス（Josep Antoni Gayá Martínez、2000年7月7日 - ）は、スペイン・バレアレス諸島州パルマ・デ・マヨルカ出身のサッカー選手。CDテネリフェ所属。ポジションはDF。

## クラブ経歴
2016年にCEマナコルからRCDマジョルカのカンテラに入団した。2021年9月22日、ラ・リーガの第6節レアル・マドリード戦にて、先発出場してマジョルカでのトップチームデビューを飾ったが、59分にハウメ・コスタと途中交代するまでに4失点を許すほろ苦いデビューとなった。
2023年9月1日、SDアモレビエタへ1シーズンの間レンタル移籍をする事が決定した。
2024年7月22日、CDテネリフェに1年契約で移籍した。